# Niçois
Pour les articles homonymes, voir Niçois (homonymie).
Le niçois (en occitan : niçard (norme classique et norme mistralienne), nissart (usage populaire) /ni'saʀt/) est l'expression locale, dans la ville de Nice et les communes environnantes, de la langue occitane (appelée autrefois provençale),, avec une influence de la langue ligure.
L'ensemble des auteurs et chercheurs de langue occitane classe le niçois au sein d'un ensemble dialectal appelé provençal, dont le nom provient de l'ancienne Provence et qu'il ne faut pas confondre avec la langue d'oc qui porta plusieurs appellations au fil des âges (roman, lemozi (limousin), proensal (provençal), catalan, etc.). Plusieurs classifications dialectales ont été proposées comme :
- la classification de Frédéric Mistral qui précise que le dialecte provençal est composé de l'alpin, du marseillais (ancien nom du maritime), du niçois et du rhodanien[3].
- la classification de Jacques Allières qui définit un occitan oriental appelé aussi provençal car les limites de son domaine correspondent à la Provence ancienne.
- la classification de Pierre Bec qui définit un occitan méridional composé du languedocien et du provençal (ce dernier comprenant les sous-dialectes : maritime, niçois et rhodanien).

Sigismond Alberti, membre de l’Accademia degli Occupati de Sospel, écrivait en 1728 : « Che la lingua Nizzarda sia come la Provenzale, e la Provenzale, e Linguadociana come la Catalana, e l’Aragonese, ce ne fà testimonianza Onorato Boca e chiunque pratica questi Paesi. » (« Que la langue nissarde soit comme la provençale, et la provençale et la languedocienne comme la catalane et l’aragonaise, en témoignent Honoré Bouche et quiconque pratique ces pays. »). À l'époque, l'italien était imposé à l'écrit par la Savoie au comté de Nice, bien que l'on y parlât le niçois. L'écrivain niçois Jean-Baptiste Toselli disait d'ailleurs que c'est dans les montagnes niçoises que l'on trouve 
« les traces les plus évidentes du langage des troubadours » (parler alpin), contrairement au parler de Nice qui a connu une altération par « l'apport de termes exotiques et par une prononciation défectueuse », comme ceux de basse Provence.
Le professeur et écrivain Jean-Pierre Tennevin précise que le niçois est le parler de Provence qui a le moins évolué, comme le languedocien, et donne une idée de ce qu'était le provençal au Moyen Âge (contrairement au maritime et au rhodanien).
Le niçois tend aujourd’hui à s'étendre de par l'influence de la ville de Nice. Ainsi, on peut également le retrouver dans les communes de la rive gauche du Var et dans la vallée de la Vésubie. Il est bordé à l'ouest par le maritime varois (comprenant l'arrondissement de Grasse), par l'alpin et le mentonasque au nord et à l'est, par le ligure à l'est (Monaco et la Ligurie) et par les dialectes occitano-ligures que sont le royasque et le brigasque dans les communes de Tende, La Brigue, Fontan, Saorge, Breil-sur-Roya.

Les langues des Alpes-Maritimes, avec le niçois
Occitan : mentonasque
Occitan : vivaro-alpin intermédiaire
Occitan : vivaro-alpin alpin
Occitan : maritime
Occitan: niçois
figoun (Ligure, éteint et remplacé par le maritime)
Royasque : Ligure
Brigasque : Ligure
Tendasque : Ligure

## Classification
Pour Frédéric Mistral, la "langue provençale ou langue d'oc moderne" (renommée occitan) est divisée en plusieurs dialectes dont le provençal, lui-même subdivisé en 4 sous-dialectes que sont : l'alpin, le maritime (marseillais et varois dont arrondissement de Grasse), le niçois et le rhodanien.
Pour Jules Ronjat, le provençal, composé du provençal "général" (maritime et rhodanien) et du niçois, est associé avec le Vivaro-alpin au sein d'un ensemble dialectal de l'occitan appelé occitan oriental.
Pour Jacques Allières, on peut parler d'ensemble dialectal provençal dans l'espace regroupant l'intégralité de l'occitan oriental dont le niçois.
Enfin, Pierre Bec classe le provençal (ici, rhodanien, maritime, niçois, mais pas l'alpin) avec le languedocien au sein d'un dialecte occitan méridional (ou occitan/provençal moyen) de l'occitan.

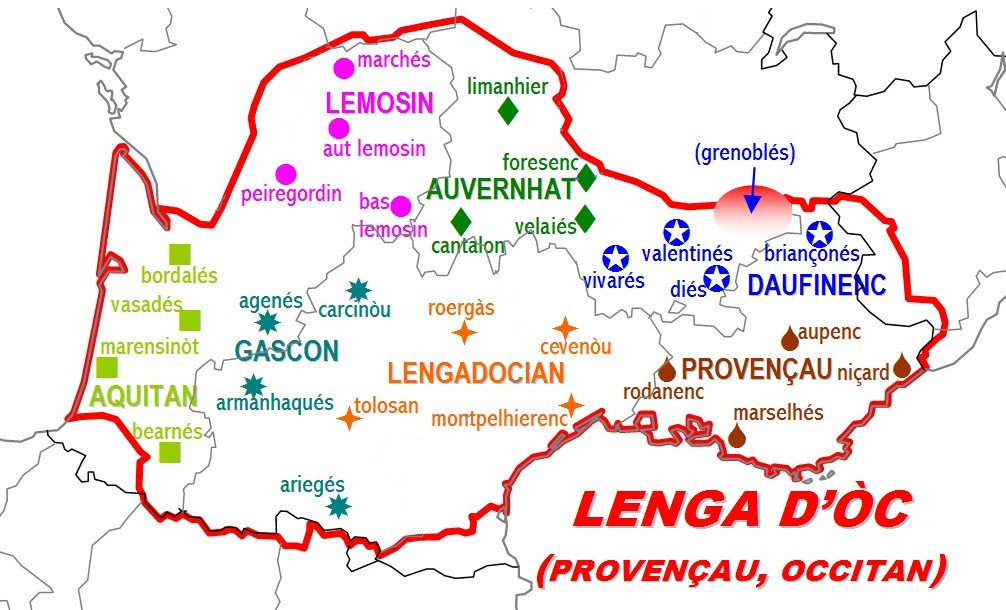
Dialectes de l'occitan selon Frédéric Mistral.
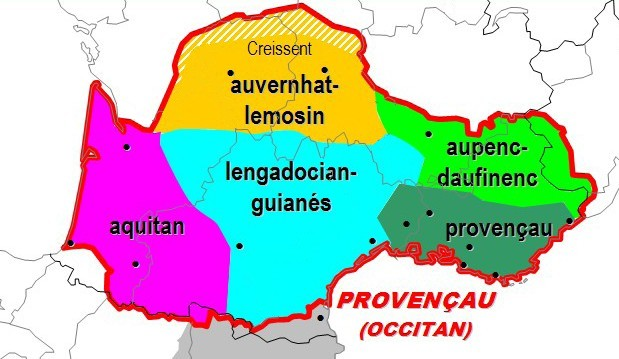
Les dialectes de l'occitan selon Jules Ronjat.
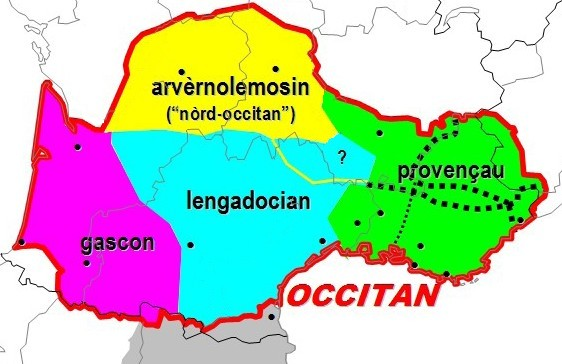
Les dialectes de l'occitan selon Jacques Allières.
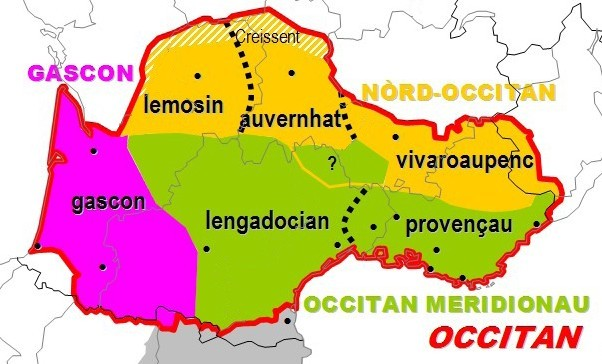
Dialectes de l'occitan selon Pierre Bec.
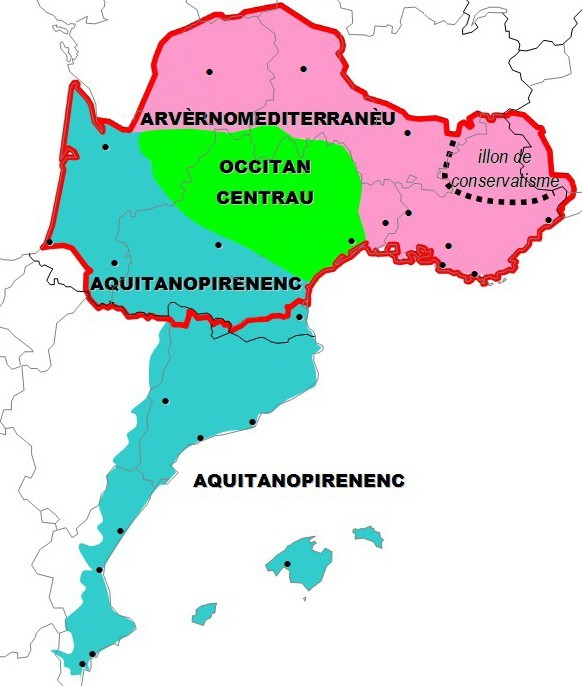
Classification supradialectale avec arverno-méditerranéen (Bec, Sumien, etc.).

Selon le consensus académique, la langue occitane forme une seule et unique langue. Cette langue n'a pas connu de standardisation comme le français de France et est de fait parlée essentiellement par localités, micro-régions à travers ce que les linguistes, au temps de Mistral, nomment les sous-dialectes ou parlers. Il n'est pas rare de voir par exemple, dans le dictionnaire « Tresor dòu Felibrige » de Mistral, à côté des mots, des abréviations entre parenthèses permettant de préciser la localisation où l'on exprime ce mot. Ces abréviations peuvent parfois désigner un dialecte, un sous-dialecte ou même une commune.
D'autres langues n'ont pas d'écriture standardisée et connaissent des formes plus ou moins importantes de variations internes comme le corse ou encore l'arabe. Le français de France avec celui de Suisse, par exemple, comprend des variations réduites mais compréhensibles comme "quatre-vingt-dix" et "nonante". Par le passé, le français employait lui aussi le terme de "nonante" comme on le trouve dans de vieux états-civils.
Ainsi, la langue du Midi de la France, est plus souvent aujourd'hui appelée occitan et ses frontières sont facilement délimitées. Avec le développement des recherches linguistiques autour de la langue, les chercheurs ont commencé à élaborer artificiellement en se basant sur des critères de similitudes linguistiques, les dialectes et les sous-dialectes afin de mieux les identifier. Les sous-dialectes locaux, représentant des communes, des micro-régions et sont relativement facile à localiser et à définir. Cependant, il est également possible de parler de langues d'Oc au pluriel, voire de langues romanes (le catalan ne relevant pas de la 'langue d'Oc').
En revanche, et c'est notamment le cas en occitan oriental, la classification dialectale est souvent variable. L'occitan oriental comprend l'ancien territoire de la Provence médiéval. Toutefois, le morcellement progressif de la Provence a conduit à un accroissement des différenciations dans les parlers locaux. Cette légère différenciation, par rapport aux autres dialectes occitans, combiné avec l'histoire politique du morcellement de la Provence a conduit certains à une vision sociolinguistique de ce que l'on appelle le dialecte provençal. De ce fait, le provençal correspond pour certains à l'occitan oriental car c'est le territoire de la Provence ancienne, pour d'autres c'est uniquement le territoire de l'ancien Comté de Provence avant son annexion par la France, sans le Comté de Nice, sans la moitié Sud du Dauphiné et le Vivarais.
Le niçois est généralement considéré comme une variété de la langue occitane. Cette appartenance est un fait établi par la communauté des linguistes et des universitaires et par plusieurs associations culturelles niçoises. La démonstration scientifique de cette classification a été notamment établie dans la thèse de Jean-Philippe Dalbera, aujourd'hui professeur de linguistique à l'université de Nice Sophia Antipolis et directeur du programme Thesaurus occitan. Selon Dalbera, le comté de Nice se compose de trois grandes aires :
- le niçois, à Nice et ses environs immédiats[14] ;
- le gavot, s'étendant dans la zone alpine et jusqu'à Menton (voir mentonasque), se rattache au dialecte occitan vivaro-alpin (également appelé rhodano-alpin nord-provençal ou provençal alpin) ;
- le royasque, dans la vallée de la Roya, forme un parler de transition vers le ligure.

Dans les principaux travaux de référence en dialectologie occitane, ainsi que selon certains spécialistes du niçois comme André Compan, le niçois n'est pas considéré comme un dialecte séparé du provençal.[pourquoi ?]
Certains Niçois appellent leur dialecte « niçois ». Plusieurs d'entre eux ne font presque jamais référence aux autres dialectes de la langue occitane ou au dialecte provençal car ils ne reconnaissent pas la filiation du niçois à l'occitan. Certains auteurs locaux[Qui ?] comme Pierre Isnard acceptent l'occitanité du niçois mais refusent le rattachement au provençal.
La langue occitane a par le passé été appelée de différentes façons : roman, lemozin, proensal, langue d'oc, puis provençal. Au temps de Frédéric Mistral, la langue provençale ou langue d'oc moderne est considérée comme la langue du Midi de la France.
Avec le développement des recherches linguistiques, les spécialistes de l'occitan ont établi plusieurs dialectes dont le provençal, le languedocien, le dauphinois, le gascon, l'aquitain, le limousin et l'auvergnat. Chacun de ces dialectes était divisé en sous-dialectes ce qui donne pour le domaine provençal une séparation entre alpin, maritime (appelé marseillais), niçois et rhodanien, selon les propos de Mistral. Ce dernier précise qu'il ne prend pas compte des différentes variantes locales comme le varois (qui fait partie du maritime en position centrale, alors que le varois oriental parlé dans l'arrondissement de Grasse est plus influencé par le niçois et l'alpin).
Les occitanistes qui ont développé l'écriture classique languedocienne en se basant sur les travaux des provençaux classiques et des catalans (le catalan, du fait de sa forte similitude écrite avec la langue occitane est considéré parfois lui-même comme un dialecte, notamment dans l'ancien provençal) ont choisi de remplacer le glottonyme « langue provençale » par « langue occitane » ou « occitanienne » afin d'éviter la confusion entre la langue d'oc et l'ensemble dialectal provençal.
Bien que le niçois fasse partie intégrante du domaine provençal, lui-même de la langue d'oc ou langue occitane, cette dernière s'exprime à travers les sous-dialectes. Quand on parle la langue d'oc en Provence, on la parle soit en maritime, soit en niçois, soit en rhodanien, soit en alpin. Le fait que l'on parle la langue à travers les sous-dialectes (notamment en Provence par une dislocation politique progressive de l'ancienne Provence et par des aspects sociolinguistiques qui en découlent) fait que les habitants locaux tendent à dire que l'on parle le "niçois", que certains considèrent comme une langue à part entière.
Cette considération est accrue à cause de l'écriture mistralienne, qui a pris le dessus sur l'écriture classique vers la fin du XIXe siècle. Elle ressemble davantage aux niçois mistralien que les autres dialectes provençaux en mistralien. L'écriture mistralienne choisit de suivre l'écriture populaire et propose les codifications du Rhodanien aux dialectes provençaux puis au Midi de la France, ce qui entraîne de nombreuses différenciations d'écriture par dialectes car elle se base en grande partie sur la prononciation.
L'écriture classique moderne cherche (comme l'a fait Simon-Jude Honnorat) à réunifier les dialectes provençaux, et la langue occitane en général à l'écrit en oralisant le plus possible les dialectes. Ainsi, le mot "nuit" écrit en mistralien "nuech, nue, niue, niuech" s'écrit simplement "nuech" en classique comme dans l'ancien provençal, mais les dialectes sont oralisés. Par conséquent, les Niçois prononceront /nɥetʃ/, les maritimes /nɥe/, les alpins "/nɥœtʃ/ et les rhodaniens /nɥœ/. On retrouve ce même concept dans plusieurs langues dont le français où le mot "moins" peut se prononcer "mouin" et "mouinç" par endroits.

## Origine et évolution
Les peuplades ligures qui occupaient le territoire actuel du comté de Nice avant l'arrivée des Phocéens, parlaient un langage d'origine indo-européenne. Rien n'indique que des mots en ancien ligure ont survécu en provençal (dont niçois) moderne à travers le latin car on ne sait presque rien de leur langue qui était orale et non écrite.
Les Grecs qui s'installèrent n'eurent vraisemblablement que peu d'influence sur ce langage[réf. nécessaire], en raison du fait qu'ils ne se mêlaient pas à la population locale habitant l'intérieur des terres[réf. nécessaire], et occupaient uniquement l'actuelle colline du Château de Nice.[réf. nécessaire]
C'est l'arrivée des Romains, implanté à Nice à Cimiez, qui supplanta le langage des autochtones ligures.
La République romaine se structura d'abord en Gallia narbonensis puis l'Empire romain se réforma en unissant les gaules narbonnaise, celtique et aquitaine pour former le Diocèse de Vienne. C'est dans cet espace que se structurera progressivement l'ancien provençal parlé sous forme de dialectes locaux moins nombreux qu'aujourd'hui.
Pour l'intellectuel niçois Pierre Isnard, qui fut membre de l'Acadèmia Nissarda, le niçois était donc au départ très proche des autres langues romanes, y compris de l'ancêtre de la langue d'oïl. Ainsi, le texte des Serments de Strasbourg, datant du IXe siècle, qui constitue l'une des premières traces écrites de ce qui sera à l'origine de la langue d'oïl, puis du français, montre encore une grande proximité avec le niçois. Pour Pierre Isnard, cette proximité est plus forte avec le niçois qu'avec le français moderne.

L'occitan et le catalan formaient autrefois une seule et même langue. Au Moyen Âge, durant cinq siècles de convergence politique et sociale de ces territoires (du VIIIe au XIIIe siècle), il n'y avait pas de distinction claire entre l'occitan et le catalan. Par exemple, le troubadour Albertet de Sisteron fait dire à lui-même dans une tenson : 
« Monges, causetz segon vostra siensa,
Qual valon mais Catalan, o Francès.
E met sai Guascuenha e Proensa,
E Lemozi, Alvernh e Vianes,
E de lai met la terra dels dos Reis.
E quan sabetz dels totz lur captenensa
Vueil qe·m digatz en cal plus fis pretz es. »
« Moines, dites-moi lequel, selon vos connaissances, vaut le plus : le catalan ou le français ? Et je mets ici [dans le groupe des Catalans] Gascogne et Provence, Limousin, Auvergne et Viennois alors que c'est la terre de deux rois. »
À Marseille, une chanson typiquement provençale est appelée « chanson catalane ».
Même au XIXe siècle, l'un des noms usuels de la langue catalane était le nom de langue limousine alors que cette appellation se réfère aujourd'hui à un des dialectes de la langue occitane.
De plus, les catalans se considéraient encore Pays d'oc jusqu'en 1933, avant un séparatisme linguistique, mais certains groupes catalans et occitans continuent de considérer que catalans et occitans ne forment qu'un.

### Les textes des troubadours niçois
Extraits de La Vida de Sant Honorat de Raymond Féraud, un troubadour niçois du XIIIe siècle :
"Mas ben vuelh que sapian las jens

Que l'an de Dieu mil e tres cens

Compli le priols son romans.

A l'onor de Dieu e del santz."
"En la Roqua tenc sa mayson,

Priols en la val d'Estaron."
"Cell que volc romanzar la vida de sant Alban,

E'ls verses del conpot volc tornar en vers plan,

E del rey Karl plays sa mort en sa chanson,

E los verses del lay fetz de la passion,

De novel fay sermon du precios cors sant

Que fom neps de Marsili et del rey Agolant.

La vida s'atrobet en un temple jadis ;

De Roma l'aportet uns monges de Leris ;

De lays si trays li gesta d'una antigua scriptura.

Ren non i trobares mays de veritat pura."

### Le provençal «moyen»: avant division en languedocien et en provençal moderne
Avant le XVIe siècle, le provençal ne se distinguait guère du languedocien et formait un seul dialecte que l'on appelle aujourd'hui provençal moyen (Albert Dauzat), occitan moyen (Pierre Bec) ou occitan méridional.
Début du XVe siècle : Hommage et privilèges des habitants de Solliès (Soliers)

« Premierament demandan los homes de Monsr Jehan gonsalini, senhor mestre de Soliers que plassa a la siene magnificiencia de leissar et de tenir nos en la libertat et en la maniera que nous a trobat, embe lou castel de Beaugencier et an los homes (suite en latin)
Item que li plassa de tenir nos continuellement dos et tres moulins d'olivas si mestier nos ero. (…)
Item que li plassa de jurar et de promettre de non far nos tallas per nenguna maniera (…).
Item que li plassa de tenir nos nostras libertas et capitols per si et per lous siéus et de non rompre ni de far rompre nostras coustumas.
Item de tenir nos en toutes las libertas que nos a trobat. »

Celui-ci se caractérise en Provence par :
- Le maintien des articles anciens "los" et "las" maintenu en "alpin" et dans la majorité des dialectes de la langue d'oc ;
- L'écriture et la prononciation des -s du pluriel ;
- L'écriture des -a du féminin ;
- La non vocalisation des -l en -u (capitols > capitous) ;
- L'écriture partielle des -o prononcé -ou en -ou par francisation (promettre/moulins) ;
- L'écriture des -r de l'infinitif ;
- L'écriture des -h en début de mots (homes).

### L'influence étrangère (italienne) sur le provençal de Nice
L'universitaire Laurent Ripart souligne l'importance de la souveraineté savoyarde dans l'évolution de la langue en usage à Nice, et considère l'année 1388 comme une « césure ».
À la fin du XIVe siècle et au début du XVe siècle, la langue parlée à Nice est, d'après André Compan, « rigoureusement identique » à celle parlée en Provence,. Mais l'évolution se fait ensuite de manière relativement rapide. La thèse d'Alphonse Viani explique que le traité d'abaque publié par le mathématicien niçois Frances Pellos en 1492, comporte 93,3 % de termes correspondant à l'ancien provençal.
Le niçois Jean Badat, écrira en 1516 : « Passeron per aisit los gascons… et los vilams de la val de lantousqua et sant Martim gardavon las montagnias… dis saudas gagneron et tuerom parels paisams et sen vegueron al espel et lo saquegerom ». À cette époque, les différences d'écriture avec les autres dialectes de Provence sont négligeables.
Le même auteur écrira plus tard dans une écriture italianisante : « Tant sagiament foget menado la causo che monsur foget signour como esi so es che non serio si si fosco menat autroment ero perdut tot lo rest de som pais. » Les "que" sont remplacés par des "che" que remplacera à nouveau plus tard l'écriture mistralienne par "que" et les "-a" finaux du féminin ou intermédiaires sont écrits en -o comme dans le maritime et rhodanien moderne car les différences entre -a et -o, parfois -e, qui sont toutes les trois atones, sont minimes.
Des termes d'origine italienne commençaient à faire leur apparition dans la langue parlée à Nice. Ceux-ci se développent avec l'imposition par les savoyards de l'utilisation de l'italien comme langue des institutions politique et juridique du Comté de Nice. Toutefois, André Compan précise que la langue du peuple est le provençal de Nice. (Le grammairien niçois du XVIe siècle Honoré Drago, parle en 1535 du niçois comme d'un tout autre langage que le provençal. Il fut chargé par un lieutenant de l'empereur Charles Quint, Alphonse Davallo, d'établir un traité de phonétique et de vocabulaires provençaux. Rendant son travail avec beaucoup de retard, il explique la « trop grande difficulté de l'entreprise », par le fait que le niçois et le provençal se sont tellement modifiés, que les auteurs des siècles précédents, qui écrivaient dans ces langues, auraient eu du mal à les comprendre)[pas clair]. Par ailleurs, l'étude linguistique de la Cisterna fulcronica de Joan Francés Fulcònis (publiée à Nice en 1562) et des Recort et memoria écrits par Jean Badat vers 1570 confirment la singularité du parler de Nice par rapport aux autres parlers de Provence,.
C'est vers le XVIIe siècle que le terme de « niçois » sera employé pour désigner le parler de la langue provençale ou occitane. Pour Laurent Ripart, cette période sera l'aboutissement de la prise de conscience par la population de la spécificité du niçois vis-à-vis des autres dialectes de Provence. En effet, Nice, en se détachant de la Provence, va mieux conserver l'écriture de la basse Provence que le maritime et le rhodanien marquant ainsi le particularisme du niçois. Le maritime et le rhodanien vont également se structurer eux-aussi.

### Le niçois moderne émerge
Au XIXe siècle, les chercheurs provençaux de langue provençale, que l'on appelle depuis 1932 langue occitane, vont structurer la langue d'oc en plusieurs dialectes à travers de légères différenciations.
Frédéric Mistral va codifier pour la langue provençale, sur les départements français correspondant à l'ancienne Provence, ce qu'il appelle le "dialecte provençal". Celui-ci comprend les sous-dialectes alpin, marseillais (ancien nom du maritime), niçois et rhodanien. Il ne cite pas les sous-dialectes de transitions ou les différences localisées (grassois, varois, , etc.) qui sont nombreuses et variables.
Le terme de "dialecte provençal" sert uniquement de classification géographique. De même, la langue occitane se parle par dialectes et c'est pour cette raison que de nos jours, et notamment par une absence de standardisation de la langue, que l'on appelle le nom de la langue par celui du dialecte.
Dire que le niçois est identique aux parlers de Provence est erroné car il comprend quelques termes et légères variantes orthographiques avec le maritime, le rhodanien et l'alpin.
De même, il existe trois variantes de maritime : marseillaise, varoise et grassoise. La première étant spécifique à elle-même. La seconde comporte des distinctions soit par archaïsme (fiuelho contre fueio, simplifié fuelha en classique) soit par une influence alpine mais reste proche du marseillais dans la prononciation et la troisième partage plusieurs similitudes avec le niçois dont la prononciation conservée de consonnes finales.
Le niçois se distingue des autres dialectes de Provence par une conservation des -a final atone du féminin, qui ne se prononce pas -a mais donne un son intermédiaire entre -a et -o (de pomme) dans le langage courant. Le -a final atone en langue d'oc s'écrit de plusieurs façons (-a, -o, -e) mais les prononciations restent très proches l'une de l'autre. Le catalan, encore considéré comme une langue occitane en 1933, prononce les -a finaux soit en -a, soit en -e.
Le niçois est plus conservateur que le maritime et le rhodanien sur la prononciation des consonnes finales. Cependant, il est moins conservateur que l'alpin qui prononce les -s du pluriel et dont il est proche du languedocien.
Mais le niçois comporte aussi des similitudes, là où le maritime utilise -ien (nacien), il va écrire -ioun/ion (nacioun/nacion) comme le rhodanien et l'alpin. Comme le maritime, il va avoir la plupart des -s intervocalique muet pantaisar > pantaiar. Dans la conjugaison, la finale de la première personne du singulier au présent est -i en niçois et maritime, mais -e en rhodanien et -ou/o en alpin. Le montpelliérain lui va écrire -e mais le toulousain -i.
En langue d'oc, les variantes orthographiques entre -i, -e et -a sont multiples car elles correspondent souvent à des prononciations similaires puis confondues. C'est souvent le -e qui se transforme soit en -i, soit en -a. (ex: Selva > Salva > Sauva (forêt) et Marselha > Marsiho (Marseille)).
Ces différences, autrefois plus fines, ce sont accrues avec le temps par l'absence de standardisation de la langue occitane. Il n'existe pas de standardisation de la langue au début du XXIe siècle, seulement deux graphies majeures qui l'écrive par dialectes.
Celles-ci sont l'écriture mistralienne et l'écriture classique. La première est francisante, elle se base en partie sur la prononciation et sur les codes du dialecte rhodanien. Celle classique, élaboré par le languedocien Louis Alibert, reprend les travaux des provençaux avant l'écriture mistralienne, des termes romans (ancien provençal/occitan) inventorié par Frédéric Mistral et s'inspire de la grammaire catalane. Elle tend à réduire les différences superficielles au sein des dialectes (d'où la standardisation du -a du féminin en -a, parfois écrit -o ou -e).
L'écriture classique est aujourd'hui employée dans le système universitaire et tend à remplacer progressivement l'écriture mistralienne.
Certains niçois cherchent à faire reconnaître le niçois en tant que langue à part entière, d'autres simplement comme un dialecte de la langue d'oc distinct des autres dialectes provençaux. Ces mouvements se fondent avant tout sur des critères de la période où Nice fut savoyarde et où l'italien a été imposé comme langue des institutions politiques et juridique. D'autres vont jusqu'à fantasmer sur des origines ligures anciennes et dont le niçois serait issu. Pourtant les ligures habitaient jusqu'à la rive Est du Rhône, il n'est pas impossible qu'ils étaient plus nombreux en Provence qu'en Ligurie et les chercheurs contemporains ne savent quasiment rien des ligures et encore plus de leur langue qui était orale et non écrite.
En 1999, Roger Rocca, directeur adjoint de la revue culturelle bilingue français-niçois Lou Sourgentin, explique que le niçois « occupe une place bien définie, à parité avec les autres langues dans ce que l’on pourrait appeler l’aire de langue d’oc ».

## Les noms de Nice du niçois
En niçois, les habitants de Nice (Nissa ou Niça) se désignent par le gentilé niçard, niçarda (norme classique) ou bien niçard niçarda (nissart nissarda) (norme mistralienne). La graphie la plus populaire, la plus vulgarisée, la plus utilisée aujourd'hui étant Nissa. Il existe des variantes graphiques innombrables en raison des difficultés à véhiculer une norme linguistique stable: avec -ç- ou -ss-, avec -d ou -t (voire -te). Le ç est une graphie préconisée par Frédéric Mistral par exemple. Georges Castellana indique lui aussi : « Nice : Niça ; lu Niçart » car le -ç se rapproche du -c étymologique du mot d'origine "Nicaea". Il faut savoir que la plupart des -ci- du bas-latin ont évolué en partie vers des /s/, par exemple pour Provence, le mot "Provincia" a évolué vers "Provença", chose qu'a également connu le nom de la ville de Nice.
Quelle que soit la graphie utilisée, on prononce dans tous les cas [niˈsaʀt(e), niˈsaʀda]. Dans la forme masculine [niˈsaʀt(e)], le [t] est le résultat d'un assourdissement d'un d en finale. L'adjonction facultative d'un son [e] final d'appui, après [t] final, est une particularité de la phonétique niçoise (mais ce [e] n'a pas de valeur phonologique et n'est pas noté dans l'orthographe, qu'elle soit classique ou mistralienne).
En français, pour qualifier les habitants de Nice, le gentilé habituel est niçois. Nissart et niçard s'emploient depuis peu en français pour désigner tout ce qui a trait aux traditions et aux gens qui parlent le niçois, ou une forme de renaissance de cette culture ou d'usage folklorique.

## Les normes graphiques
Le niçois peut utiliser deux normes : 
- La norme classique, qui privilégie les traditions autochtones de la langue. Elle a été développée par Robert Lafont (Phonétique et graphie du provençal, 1951 ; L'ortografia occitana, lo provençau, 1972) puis Jean-Pierre Baquié (Empari lo niçard, 1984).
- La norme mistralienne, plus proche des habitudes écrites du français. L'utilisation de cette dernière est liée au contexte historique, avec le rattachement du comté de Nice à la France en 1860. Elle est régie en principe par le Félibrige mais il existe aussi une Acadèmia Nissarda.

Des graphies italianisantes ont existé entre le XVIIe et le milieu du XXe siècle, mais elles ont été peu à peu abandonnées à la suite de l'annexion de Nice à l'empire français. Elles empruntaient voir adaptaient des graphèmes italiens : « gli » pour noter le son [ʎ] (« igli » chez Micèu qui le réduit à « gl » en fin de mot ; Rancher, influencé par l'orthographe du français, emploie « il » en position finale), « gh » pour remplacer « gu » devant « e » et « i » et obtenir le son [g], « gi » au lieu de « j »devant « a », « o » et « u » pour maintenir la prononciation [d͡ʒ], « ci » à la place de « ch » pour retranscrire [t͡ʃ], « ch » justement qui se prononce [k] comme en italien. C'est Joseph-Rosalinde Rancher, grand auteur classique niçois qui se pose en 1830, dans son œuvre La Nemaiada, la question de la graphie, bien avant Frédéric Mistral. Il est normal qu’aujourd’hui on la qualifie d'« italianisante » puisque Nice appartenait à cette époque au royaume de Sardaigne.

## Spécificités
Joseph Micèu en 1840 achève Grammatica nissarda, la première grammaire en sous-dialecte niçois destinée « à la jeunesse ouvrière » et « au grand nombre d'étrangers » qui viennent passer l'hiver à Nice. Sa grammaire est divisée en quatre parties (le discours, l'orthographe et la prononciation, les parties du discours, la syntaxe) et est suivie de deux dialogues traduits en français (« Le Maître d'atelier et l'Ouvrier », « Le Propriétaire et son Rentier ») ainsi que d'une légende (« Le trésor de Cimiez »). Le niçois partage l'essentiel des traits caractéristiques du provençal : vocalisation de « -l » final en [w], réduction à [-i] du groupe -ia en position finale atone, maintien de la distinction de /v/ et /b/, maintien de /-n/ en position finale avec nasalisation partielle de la voyelle antérieure, formation de pluriels en « i », , etc.
Toutefois, l'histoire singulière du territoire, ses liens étroits avec l'Italie voisine, ses relations historiques avec le duché de Savoie et ses rapports politiques séculaires avec le  Piémont et la Ligurie, dans le royaume de Sardaigne, la culture de la variété locale expliquent le maintien et la grande vitalité de caractéristiques divergentes d'avec le provençal général ou l'occitan moyen. Il faut toutefois préciser qu'aucune de ces caractéristiques n'est propre au niçois dans l'ensemble occitan et qu'il en partage une grande partie avec le provençal maritime :
- Maintien du [-a] atone final[39], contrairement à la plus grande partie du domaine d'oc, où il est fermé en [-ɔ] (voire [-o]) : Niça > [ˈnisa], contre [ˈnisɔ]. On retrouve cette caractéristique dans certains parlers languedociens méridionaux (régions de Montpellier, Sète, Lodève) ainsi que dans le fuxéen de Saurat[40]. Ce phénomène s'est, semble-t-il, accentué par influence de l'italien voisin, pendant la longue appartenance temporelle de la ville au royaume de Piémont et Sardaigne, après le duché de Savoie, avec capital a Turin, et non par conservatisme. Le [-a] final non accentué est très similaire à la prononciation [-ɔ] commune au reste des dialectes occitans comme le présente le poète Rancher, auteur de la Nemaïda (1823) "Lorsque l'a final n'a point d'accent, on le prononce fermé, c'est-a-dire, avec la bouche moins ouverte que pour les -a ordinaires"[41]. De par cette proximité, Frédéric Mistral suggérait que le dialecte niçois adopte aussi le -o final dans l'écriture mistralienne.
- Diphtongaisons de « ò » en [wa][39] ou [wɔ] selon le locuteur (pòrta > [ˈpwarta] ou ['pwɔrta]), comme en provençal maritime et dans certains parlers languedociens ou alpins. Absence de diphtongaisons par ailleurs présentes en provençal comme en languedocien moyen (bòu [ˈbɔw], contre buòu [ˈbjɔw]).
- Chute de [z] intervocalique, suivie d'un hiatus ou d'un [v] épenthétique[39] (ase > [ˈae] contre [ˈaze] en provençal rhodanien). Cette caractéristique se retrouve toutefois en provençal maritime.
- Maintien ou réapparition de /-d-/ intervocalique latin dans des cas où il est transformé en /-z-/ en occitan référentiel et fréquemment amuï en provençal : AUDIRE, SUDARE > audir [aw'di], sudar [sy'da], contre au(s)ir et su(s)ar[39].
- Ajout sporadique d'un [e] de soutien derrière certaines consonnes finales[39] (fuèc > [ˈfœke] ou [ˈfwœke] contre [ˈfwœ] en provençal maritime)
- Présence sporadique d'une voyelle postonique en -O, comme en provençal maritime, là où l'occitan plus général n'en met aucune : gòto, bico, vito, manco pour gòt, bica, vite, manca.
- Vocalisation de -P finaux, comme en provençal maritime : tròp > tròup [trɔw], còp > còup [kɔw], sap > saup [sɔw]
- Réduction de certains adjectifs pluriels antéposés, comme en provençal maritime et en Italien : bèu > bèi, pichon > pichoi
- Comme en languedocien moyen, tendance au maintien d'occlusives finales ou groupes consonantiques finaux contrairement au provençal occidental, ce qui le rapproche des parlers vivaro-alpins et du provençal oriental. Adjonction fréquente d'un [-e] épenthétique (fach > [ˈfatʃe] contre [fa] en provençal maritime ou [fats] en languedocien.
- Conservation, comme dans de nombreuses langues romanes (italien, catalan, espagnol…) d'anciens proparoxytons, devenus paroxytons dans le reste du domaine hormis en aranais : làgrima contre làgrema (lācrima en latin et en italien, et aussi làgrima en italien poétique, ou làgrema en nombreux dialectes d'Italie). Dans d'autres cas, les proparoxytons proviennent du contact avec les parlers italiques. On trouve également des proparoxytons issus de combinaisons verbales avec pronoms enclitiques[42].
- Système original d'articles définis : lo/lou' [lu] (norme classique/norme mistralienne) (masculin) et la [la] (féminin) au singulier, lu [ly] (masculin) et li [li] (féminin) au pluriel[42].
- Terminaison en [-er-] des paradigmes du futur et du conditionnel des verbes du premier groupe (parlerai contre parlarai)[43] comme en italien ( « parlerai » )
- Usage courant des formes de possessifs précédées de l’article : lo mieu, lo tieu, lo sieu, , etc. Les formes simples mon, ma, ton, , etc. sont réservés à des emplois lexicalisés[43]. Cette caractéristique éloigne légèrement le niçois du provençal général, mais le rapproche de certains parlers languedociens, du catalan et de l'italien. Cependant, Guy Martin et Bernard Moulin précisent que la Provence et notamment celle orientale (Var (dont arrondissement de Grasse), Alpes) usent aussi des formes avec l'article "lo", notamment pour apporter de l'insistance aux propos.
- Usage possible de non pré-verbal comme marque de la négation (comme en italien), là où la plupart des dialectes ont finalement opté pour pas post-verbal[43].

## Grammaire
Les exemples de grammaire du niçois ci-dessous sont écrits en graphie classique. Les éléments entre parenthèses sont en graphie mistralienne.

### Prononciation
Le -a atone du féminin : Dans le langage courant, les prononciations [ɔ], [ə] et [a] tendent à se confondre. A ce titre, Frédéric Mistral émettait l'hypothèse que les niçois pouvait adopter le -o à l'écrit comme le reste des provençaux. D'ailleurs, le niçois Jean Badat utilisait parfois le -o dans son journal "Tant sagiament foget menado la causo che monsur foget signour como esi so es che non serio si si fosco menat autroment ero perdut tot lo rest de som pais.". Philippe Blanchet montre que le -e fût employé temporairement à Marseille "… Aguet doües coüestes enfonçades…". En chanson, les lettres finales atones sont souvent appuyées.
- maritime, rhodanien et vivaro-alpin : [ɔ]
- maritime et rhodanien : [ə]
- niçois et vivaro-alpin (région de Gap) : [a]
- maritime : muet seulement s'il est précédé d'un -i (ex: democracia - le -ia se prononce [i])

Nota : Les catalans le prononcent [ə] et [a].

### Articles
Le niçois possède les articles suivants:
|                    | masculin singulier | féminin singulier | masculin duel | féminin duel | masculin pluriel | féminin pluriel |
| ------------------ | ------------------ | ----------------- | ------------- | ------------ | ---------------- | --------------- |
| Articles définis   | Lo (Lou)           | La                |               |              | Lu               | Li              |
| Articles indéfinis | Un                 | Una               | Unu           | Uni          | De               | De              |

Le nombre duel de l'article indéfini est employé lorsque l'article s'applique à un objet allant naturellement par paires (ex: uni braias, unu soliers).
Les articles en écriture mistralienne « lou » et « la » proviennent de l'ancien occitan « lo » et « la » que l'écriture classique reprend.
Pour les formes du pluriel, l'article « lu » pour le masculin provient de « lous », lui-même de « los », quant à celui du féminin, l'article « li » provient de « leis », lui-même de « las ».
L'absence de standardisation et les pratiques populaires ont participé à ces changements.
En comparaison, l'écriture mistralienne des dialectes rhodanien et maritime du reste du provençal écrivent « lou » et « la » (« lo » et « la » en écriture classique) mais aussi « li(s) » et « lei(s) » (« lei(s) » en écriture classique, que les rhodaniens prononcent "li(s)". - à noter que certains écrivains rhodanien modernes utilisent encore l'écriture « li(s) » en norme classique).
Le dialecte alpin emploi au singulier lou et la (norme classique: lo et la) et au pluriel lous, les, lei(s) (norme classique : los, les, lei(s)).
Frédéric Mistral explique que « les formes li, lis, lei, leis, sont relativement modernes. Dans Brueys, qui écrivait à Aix vers 1600, on trouve tantôt leis, tantôt las, leis damos, las terros, leis omes, las fremos. Les Toulousains emploient « les » au sujet et « lous » au régime ».

#### Formes contractées des articles définis
| Préposition | Article  | Article contracté |
| ----------- | -------- | ----------------- |
| a (à)       | lo (lou) | au                |
|             | lu, li   | ai                |
| de          | lo (lou) | dau (dóu)         |
|             | lu, li   | dei               |
| da          | lo (lou) | dau               |
|             | lu, li   | dai               |

### Nombres
En niçois (graphie classique), la marque du pluriel pour les substantifs est -S final que l'on ne prononce pas :
- Lo tomati, lu tomatis (la tomate, les tomates)
- En graphie mistralienne, le -S final du pluriel n'existe pas et le nom est invariable : lou toumati, lu toumati

Pour les adjectifs, la marque du masculin pluriel est généralement -S qui ne se prononce pas. En revanche, la marque du féminin pluriel est toujours -i et se prononce :
- Un brave òme, De braves òmes
- Una brava frema, De bravi fremas

Cependant les adjectifs bèu, bòn, pichon possèdent une flexion complète :
| français | masculin singulier | féminin singulier  | masculin pluriel | féminin pluriel    |
| -------- | ------------------ | ------------------ | ---------------- | ------------------ |
| beau     | bèu, bèl           | bèla (bella)       | bèi              | bèli (belli)       |
| bon      | bòn (bouòn)        | bòna (bouòna)      | bòi (bouòi)      | bòni (bouòni)      |
| petit    | pichon (pichoun)   | pichona (pichouna) | pichoi (pichoui) | pichoni (pichouni) |

### Conjugaison
Le niçois possède trois groupes verbaux principaux
- Première conjugaison : Verbes terminés en -ar (cantar).
- Seconde conjugaison : Verbes terminés en -ir, simples (sentir) et inchoatifs (finir).
- Troisième conjugaison : Verbes terminés en -er (conóisser) et en -re (vendre).

#### Première conjugaison
Comme cantar.
| Indicatif | Indicatif | Indicatif  | Indicatif            | Subjonctif | Subjonctif  | Conditionnel             |
| Présent   | Imparfait | Parfait    | Futur                | Présent    | Imparfait   | Présent                  |
| --------- | --------- | ---------- | -------------------- | ---------- | ----------- | ------------------------ |
| canti     | cantavi   | cantèri    | canterai, cantarai   | canti      | cantèssi    | canterii, cantarii       |
| cantes    | cantaves  | cantères   | canteràs, cantaràs   | cantes     | cantèsses   | canteries, cantaries     |
| canta     | cantava   | cantèt     | canterà, cantarà     | cante      | cantèsse    | canteria, cantaria       |
| cantam    | cantavam  | canteriam  | canterem, cantarem   | cantem     | cantessiam  | canteriavam, cantariam   |
| cantatz   | cantavatz | canteriatz | canteretz, cantaretz | cantetz    | cantessiatz | canteriavatz, cantariatz |
| cantan    | cantavan  | cantèron   | canteràn, cantaràn   | cantan     | cantèsson   | canterian, cantarian     |

#### Seconde conjugaison
Comme sentir.
| Indicatif | Indicatif  | Indicatif  | Indicatif            | Subjonctif | Subjonctif  | Conditionnel             |
| Présent   | Imparfait  | Parfait    | Futur                | Présent    | Imparfait   | Conditionnel             |
| --------- | ---------- | ---------- | -------------------- | ---------- | ----------- | ------------------------ |
| senti     | sentii     | sentèri    | senterai, sentirai   | senti      | sentèssi    | senterii, sentirii       |
| sentes    | senties    | sentères   | senteràs, sentiràs   | sentes     | sentèsses   | senteries, sentiries     |
| sente     | sentia     | sentèt     | senterà, sentirà     | sente      | sentèsse    | senteria, sentiria       |
| sentèm    | sentiavam  | senteriam  | senterem, sentirem   | sentem     | sentessiam  | senteriavam, sentiriam   |
| sentètz   | sentiavatz | senteriatz | senteretz, sentiretz | sentetz    | sentessiatz | senteriavatz, sentiriatz |
| senton    | sentian    | sentèron   | senteràn, sentiràn   | sentan     | sentèsson   | senterian, sentirian     |

Verbes inco-actifs comme finir.
| Indicatif | Indicatif    | Indicatif    | Indicatif             | Subjonctif | Subjonctif    | Conditionnel              |
| Présent   | Imparfait    | Parfait      | Futur                 | Présent    | Imparfait     | Conditionnel              |
| --------- | ------------ | ------------ | --------------------- | ---------- | ------------- | ------------------------- |
| finissi   | finissii     | finissèri    | finisserai, finirai   | finissi    | finissèssi    | finisserii, finirii       |
| finisses  | finissies    | finissères   | finisseràs, finiràs   | finisses   | finissèsses   | finisseries, finiries     |
| finisse   | finissia     | finissèt     | finisserà, finirà     | finisse    | finissèsse    | finisseria, finiria       |
| finissèm  | finissiavam  | finisseriam  | finisserem, finirem   | finissem   | finissessiam  | finisseriavam, finiriam   |
| finissètz | finissiavatz | finisseriatz | finisseretz, finiretz | finissetz  | finissessiatz | finisseriavatz, finiriatz |
| finisson  | finissian    | finissèron   | finisseràn, finiràn   | finissan   | finissèsson   | finisserian, finirian     |

#### Troisième conjugaison
Comme vendre.
| Indicatif | Indicatif  | Indicatif  | Indicatif           | Subjonctif | Subjonctif  | Conditionnel            |
| Présent   | Imparfait  | Parfait    | Futur               | Présent    | Imparfait   | Conditionnel            |
| --------- | ---------- | ---------- | ------------------- | ---------- | ----------- | ----------------------- |
| vendi     | vendii     | vendèri    | venderai, vendrai   | vendi      | vendèssi    | venderii, vendrii       |
| vendes    | vendies    | vendères   | venderàs, vendràs   | vendes     | vendèsses   | venderies, vendries     |
| vende     | vendia     | vendèt     | venderà, vendrà     | vende      | vendèsse    | venderia, vendria       |
| vendèm    | vendiavam  | venderiam  | venderem, vendrem   | vendem     | vendessiam  | venderiavam, vendriam   |
| vendètz   | vendiavatz | venderiatz | venderetz, vendretz | vendetz    | vendessiatz | venderiavatz, vendriatz |
| vendon    | vendian    | vendèron   | venderàn, vendràn   | vendan     | vendèsson   | venderian, vendrian     |

Comme conóisser.
| Indicatif  | Indicatif     | Indicatif     | Indicatif    | Subjonctif | Subjonctif     | Conditionnel    |
| Présent    | Imparfait     | Parfait       | Futur        | Présent    | Imparfait      | Conditionnel    |
| ---------- | ------------- | ------------- | ------------ | ---------- | -------------- | --------------- |
| conoissi   | conoissii     | conoissèri    | conoisserai  | conoissi   | conoissèssi    | conoisserii     |
| conoisses  | conoissies    | conoissères   | conoisseràs  | conoisses  | conoissèsses   | conoisseries    |
| conoisse   | conoissia     | conoissèt     | conoisserà   | conoisse   | conoissèsse    | conoisseria     |
| conoissèm  | conoissiavam  | conoisseriam  | conoisserem  | conoissem  | conoissessiam  | conoisseriavam  |
| conoissètz | conoissiavatz | conoisseriatz | conoisseretz | conoissetz | conoissessiatz | conoisseriavatz |
| conoisson  | conoissian    | conoissèron   | conoisseràn  | conoissan  | conoissèsson   | conoisserian    |

#### Auxiliaire Èstre
Le verbe "Èstre" est aussi utilisé comme auxiliaire. Il existe aussi le verbe "Estaire" qui signifie : être présent, ce dernier étant irrégulier.
| Indicatif | Indicatif | Indicatif              | Indicatif | Subjonctif | Subjonctif  | Conditionnel       |
| Présent   | Imparfait | Parfait                | Futur     | Présent    | Imparfait   | Conditionnel       |
| --------- | --------- | ---------------------- | --------- | ---------- | ----------- | ------------------ |
| siáu      | èri       | foguèri, siguèri       | serai     | sigui      | siguèssi    | serii              |
| siás      | ères      | foguères, siguères     | seràs     | sigues     | siguèsses   | series             |
| es        | èra       | foguètz, siguèt        | serà      | sigue      | siguèsse    | seria              |
| siam      | eravam    | fogueriam, sigueriam   | serem     | siguem     | siguessiam  | seriavam, seriam   |
| siatz     | eravatz   | fogueriatz, sigueriatz | seretz    | siguetz    | siguessiatz | seriavatz, seriatz |
| son       | èran      | foguèron, siguèron     | seràn     | sigan      | siguèsson   | serian             |

#### Auxiliaire Aver
Le verbe "Aver", est ausst utilisé comme auxiliaire.
| Indicatif | Indicatif | Indicatif  | Indicatif | Subjonctif | Subjonctif  | Conditionnel       |
| Présent   | Imparfait | Parfait    | Futur     | Présent    | Imparfait   | Conditionnel       |
| --------- | --------- | ---------- | --------- | ---------- | ----------- | ------------------ |
| ai        | avii      | auguèri    | aurai     | augui      | auguèssi    | aurii              |
| as        | avies     | auguères   | auràs     | augues     | auguèsses   | auries             |
| a         | avia      | auguèt     | aurà      | augue      | auguèsse    | auria              |
| avèm      | aviavam   | augueriam  | aurem     | auguem     | auguessiam  | auriavam, auriam   |
| avètz     | aviavatz  | augueriatz | auretz    | auguetz    | auguessiatz | auriavatz, auriatz |
| an        | avian     | auguèron   | auràn     | augan      | auguèsson   | aurian             |

### Anecdote
En niçois, la traduction du mot trichromie est « Passe Couleur ».

## Enseignement
Des milliers de jeunes et d'adultes prennent des cours de niçois, sans être nécessairement d'origine niçoise. Il s'agit le plus souvent d'options facultatives dans le cadre universitaire destinées à compenser un déficit de points dans les autres matières. Le niçois à l'école est enseigné à l'école primaire et secondaire, avec option au baccalauréat (école Calandreta de Nice, cours optionnels dans l'enseignement public dans la majorité des lycées de la ville. Cependant dans quelques lycées, les élèves doivent écourter leur pause déjeuner pour en bénéficier). Il y aurait actuellement 1 500 lycéens qui apprennent le niçois. 
Les moyens accordés à l'enseignement du niçois sont jugés nettement insuffisants par certaines associations de promotion de la culture niçoise et par les enseignants. Ces derniers soulignent la faiblesse du nombre d'heures de cours consacrées au niçois et le manque de postes de professeurs. Seulement 0,0625 % des heures totales de cours dans l'académie de Nice seraient consacrées au niçois, soit cent heures. De plus, il n'y aurait que dix enseignants de niçois dans cette même académie, alors qu'il y a 90 enseignants de corse dans l'académie de Corse, 70 professeurs d'occitan dans l'académie de Montpellier et près d'une centaine dans l'académie de Toulouse.
De même, alors que dans le département des Alpes-Maritimes l'école Calandreta existait à Nice et Vallauris, il n'en reste plus qu'une seule. La Calandreta restant à Nice est par exemple en difficulté pour la continuité de son enseignement.

## Présence culturelle, littérature, musique
Le niçois est l'objet d'une présence culturelle constante, avec des créations littéraires et de la chanson.
- Théâtre : Francis Gag, théâtre Barba Martin, théâtre de La Ciamada nissarda, Serge Dotti, Raoul Nathiez.
- Poésie : Joseph-Rosalinde Rancher, François Guisol, Eynaudi, Alan Pelhon, Jan-Luc Sauvaigo.
- Prose : Bertrand del Poget, Raymon Ferraud, Reinat Toscano, Joan Badat. Francés Pelós (XVe siècle) puis Fulconis (XVIe siècle) ont fait imprimer des traités de mathématiques en niçois.
- Musiques, chansons : Jouan Nicola, Menica Rondelly, Louis Genari, Eugène Emanuel, Louis Unia, Tomas et ses Merrys Boys, Louis Nicola, Jan-Luc Sauvaigo, Mauris Sgaravizzi, Christian Bezet, Nux Vomica, L'Ontario, Dédé Trucchi, Gigi de Nissa, Mélonious quartet (sous la direction de Patrick Vaillant), Corou de Berra sous la direction de Michel Bianco (chant polyphonique), Zine, Li Bachas Boys, Les Mourtairets, Li Banés, Paure nautre, Lu Rauba Capeu, Li Barragnas, Li Falabracs.
- Ouvrages pour apprendre le nissart[51] :
  - L'épreuve de nissart au baccalauréat, écrit par Jean-Philippe Figheira ;
  - Gramàtica dau niçard, par Reinat Toscano ;
  - Pràtica e gramàtica par Jacques Chirio ;
  - Lou Nissart a l'escola, éditions Lou Sourgentin / CRDP de Nice
  - Conjuguer en Nissart , coédition Fédération des associations du comté de Nice/CRDP de Nice

## Proverbes
- "Lei Niçard embé lei Prouvençau soun toujour esta coumo lou can e lou cat" Jean-Baptiste Toselli - Traduction : "Les niçois et les provençaux ont toujours été comme le chien et le chat"[52].
- "Un proverbe dit : Arles en France, Aix en Provence, Nice en barbarie" Frédéric Mistral [52] - Ce proverbe rappelle la guerre civile de l'Union d'Aix qui opposa les pro-angevins (Arles, Marseille, Antibes, La Brigue et l'ensemble du Rhône) face aux pro-napolitains (Aix, Toulon, Nice, et le reste de la Provence) et qui se traduit par la dédition de Nice à la Savoie.

## Revues
Parmi les revues publiées en niçois, on peut citer : Lou Sourgentin, La Ratapinhata Nòva (années 1980), La Beluga ou encore L'Estrassa.